# Rassemblement Démocratique du Dahomé
Der Rassemblement Démocratique du Dahomé (deutsch Demokratische Sammlung von Dahomey) war eine nationalistische Partei in der Republik Dahomey (heute Benin). Sie wurde von Hubert Maga gegründet und geleitet.
Sie war eine regionale Partei, wie die meisten Parteien in Dahomey, und wurde stark unterstützt durch den nördlichen Teil der französischen Kolonie Dahomey. Speziell die Bariba galten als Wählerbasis der Partei. In den restlichen Regionen Benins war die Partei eher unbeliebt. Mit dieser Partei kandidierte Maga für die Erneuerung seines Mandats am 2. Januar 1956 bei den Parlamentswahlen. Eintretend für einen „aktiven Föderalismus innerhalb der Französischen Union“, gewann er 60.601 der 179.119 Stimmen, verglichen mit 64.344 für Apithy.
Von 1961 bis 1963 war sie dann die einzige politische Partei in Dahomey. Nach dem Sturz von Maga 1963 wurde der RDD in die Opposition gedrängt. 1965 wurden die parteipolitischen Aktivitäten von General Christophe Soglo verboten.
1970 wurden die Demokratie in Dahomey und seine politischen Aktivitäten wiederhergestellt. Hubert Maga wurde Vorsitzender des Präsidiums.

## Bibliographie
- Ronald Matthews: African Powder Keg: Revolt and Dissent in Six Emergent Nations. The Bodley Head, London 1966, OCLC 246401461.
- David D. Laitin: Hegemony and Culture: Politics and Religious Change Among the Yoruba. University of Chicago Press, Chicago 1986, ISBN 0-226-46790-2.